# Piper silvaense
Piper silvaense är en pepparväxtart som beskrevs av Truman George Yuncker. Piper silvaense ingår i släktet Piper och familjen pepparväxter. Inga underarter finns listade i Catalogue of Life.